# Wąż Wodny
Wąż Wodny (łac. Hydrus, dop. Hydri, skrót Hyi, inne nazwy: Wąż Morski, Wąż Wodny Mały – w odróżnieniu od Hydry, zwanej czasem również Wężem Morskim) – niewielki gwiazdozbiór nieba południowego. Jest to 61. pod względem wielkości gwiazdozbiór na niebie. Został wprowadzony przez holenderskich nawigatorów i astronomów: Pietera Dirkszoona Keysera i Fredericka de Houtmana. Po powrocie do Holandii, de Houtman przekazał sporządzony katalog gwiazd Petrusowi Planciusowi, który naniósł nowe odkrycia na globus nieba w końcu 1598. Konstelacja została szerzej zaakceptowana, gdy niemiecki astronom Johann Bayer opisał ją w swoim dziele Uranometria z 1603. Od tego czasu nie było większych zmian w gwiazdozbiorze poza tym, że w XVIII wieku Lacaille „podkradł” mu dwie gwiazdy, tworząc sąsiednią konstelację Oktantu; nigdy już do Węża Wodnego Małego nie wróciły. Gwiazdozbiór znajduje się w pobliżu południowego bieguna nieba, między Wielkim Obłokiem Magellana a Małym Obłokiem Magellana. Liczba gwiazd dostrzegalnych nieuzbrojonym okiem wynosi około 20. W Polsce jest niewidoczny.

## Mity i legendy

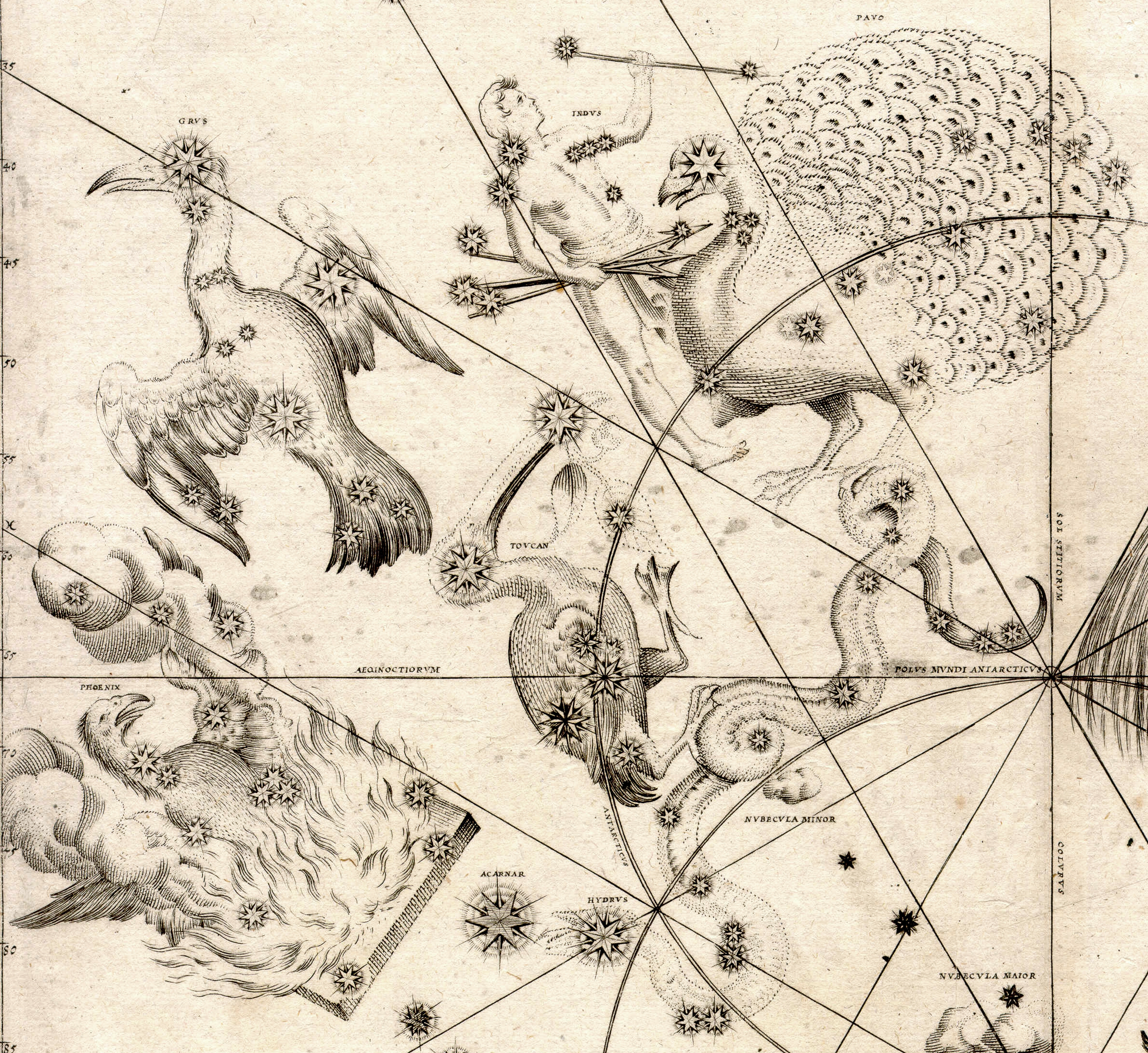
Ilustracja Johanna Bayera – Wąż Wodny i sąsiednie gwiazdozbiory

Grupa gwiazd tworząca Węża Wodnego Małego znajduje się w pobliżu południowego bieguna niebieskiego, nie była znana europejskim astronomom do czasów nowożytnych i nie ma żadnej historii mitologicznej związanej z tym gwiazdozbiorem. Na starych mapach nieba Wąż Wodny odróżnia się od Hydry, która jest jego większym, żeńskim odpowiednikiem. Francuski XVIII-wieczny astronom Nicolas-Louis de Lacaille oznaczył go na mapie nieba jako l′Hydre Mâle. W pierwszym przedstawieniu zawartym w Uranometrii Wąż wił się między łapami Tukana i Pawia. Lacaille zmienił jego położenie, sytuując go w obecnej pozycji między Obłokami Magellana, przy okazji reorganizując inne gwiazdozbiory i rozdzielając gwiazdy pomiędzy ustanowione przez siebie konstelacje Zegara i Sieci.

Wyobraża męskiego osobnika legendarnego węża wodnego, jako nawiązanie do starożytnej konstelacji Hydry – wodnego węża rodzaju żeńskiego.

## Gwiazdy Węża Wodnego
Zarys konstelacji jest blady, ale można dopatrzyć się w nim podobieństwa do węża. Długi trójkąt prostokątny utworzony przez Gammę, Betę i Epsilon tworzą splątane ciało, a zakrzywiona linia gwiazd pomiędzy Deltą a Alfą reprezentuje podniesioną głowę gada gotowego do ataku.
- Najjaśniejsza gwiazda to Beta Hydri (β Hyi, 2,82m). Jest żółtym podolbrzymem o masie podobnej do Słońca, lecz niemal dwukrotnie większym i trzykrotnie jaśniejszym od niego. Gwiazda ta pełniła funkcję gwiazdy polarnej – w roku 150 p.n.e. niespełna dwa stopnie od niej znajdował się południowy biegun nieba. Przez lornetkę zobaczymy tam układ wizualnie podwójny. Ewolucyjnie to gwiazda w przededniu zakończenia spalania wodoru w swoim wnętrzu (odrzuci zewnętrzne warstwy, powstanie mgławica planetarna, a po samej gwieździe zostanie stygnący biały karzeł). Jest pod wieloma względami niemal klonem Słońca. Starsza niż nasza gwiazda, leży w odległości zaledwie 24 lat świetlnych od niej, ma niemal identyczne spektrum i znajduje się na dalszym stopniu ewolucji[1].
- Druga gwiazda co do jasności to α Hyi (2,9m), która jest podolbrzymem typu F o masie dwukrotnie większej i jasności 32-krotnie większej niż Słońce. Gwiazda znajduje się w pobliżu jasnego Achernara (0,4m) z konstelacji Erydanu.
- Trzecią co do jasności jest γ Hyi (3,3m), która jest czerwonym olbrzymem. Świeci 650 razy jaśniej niż Słońce i podobnie jak β Hyi znajduje się u kresu swojej ewolucji. Pozostałe gwiazdy w konstelacji są słabsze niż 3m[3].
- Wśród słabszych gwiazd na uwagę zasługuje para gwiazd szóstej wielkości gwiazdowej – π1 i π2 Hyi. Ta czerwono-pomarańczowa para jest jedynie układem wizualnie podwójnym, ale wartym obejrzenia przez lornetkę. Gwiazdy leżą w różnych odległościach, więc nie są związane. Pi-1 (π1) – gwiazda o jasności 5,57m – leży w odległości 740 lat świetlnych. Pi-2 (π2) ma jasność 5,67m i leży w odległości 470 lat świetlnych[4].
- Niedaleko znajduje się układ podwójny η2 Hyi, w którym jaśniejszy ze składników to żółty olbrzym, słabszy zaś – biały karzeł. Wokół olbrzyma krąży planeta o masie kilku mas Jowisza i okresie orbitalnym około 711 dni[3].
- Kilka stopni na północ od Alfy widać atrakcyjną gwiazdę podwójną h3475. Jej składniki o podobnej jasności - oba są 6. wielkości - wymagają stabilnych warunków obserwacji i 10-centymetrowego teleskopu. Wyglądają trochę jak oczy węża wpatrującego się w okular, co zgadza się z tym, w jakiej konstelacji się znajdują[1].

## Interesujące obiekty
Ponieważ gwiazdozbiór umiejscowiony jest daleko od Drogi Mlecznej, nie ma w nim jasnych obiektów naszej galaktyki. Zawiera wiele bladych galaktyk, najlepszą z nich do obserwacji jest NGC 1511. Jej mały mglisty owal można w dobrych warunkach dostrzec za pomocą 20-centymetrowego teleskopu.
- Gromada kulista NGC 1466 (11,5m), nie należy do Drogi Mlecznej, lecz do Wielkiego Obłoku Magellana. Do obserwacji potrzebny teleskop średnich rozmiarów[3].

## Ciekawostki
- W Wężu Wodnym „znajduje się” obiekt IC 1717, którego nie widać. Nawet przez największe teleskopy nie widać w tym miejscu nic ciekawego. Być może autor katalogu John Dreyer widział tam coś tak ulotnego jak kometa[3].
- β, α, γ Hyi wyznaczają charakterystyczny na niebie trójkąt równoboczny, którego wysokość może pomóc w znalezieniu bieguna nieba.